# Selección de fútbol de Castilla-La Mancha
La selección de fútbol de Castilla-La Mancha es una selección de fútbol que representa a la comunidad autónoma de Castilla-La Mancha (España) bajo la organización de la Federación de Fútbol de Castilla-La Mancha, siendo integrada por jugadores de dicha comunidad. La Federación castellano-manchega no es miembro ni de la FIFA ni de la UEFA, ya que está dentro de la Selección de fútbol de España, por lo que la selección no está reconocida y no puede disputar partidos ni competiciones oficiales, pero dicha selección puede competir en la Copa de las Regiones de la UEFA, competición organizada por la UEFA

## Partidos y resultados
Copa de las Regiones de la UEFA
| Fecha                   | Lugar                             | Equipo local       | Oponente           | Resultado |
| ----------------------- | --------------------------------- | ------------------ | ------------------ | --------- |
| 2 de junio de 2000      | Estadio Pedro Sancho, Zaragoza    | Madrid             | Castilla-La Mancha | 3-0       |
|                         | Desconocido                       | Castilla-La Mancha | Murcia             | 1-3       |
|                         | Desconocido                       | Castilla-La Mancha | La Rioja           | 2-0       |
|                         | Desconocido                       | País Vasco         | Castilla-La Mancha | 1-0       |
|                         | Desconocido                       | Castilla-La Mancha | Canarias           | 3-1       |
|                         | Desconocido                       | Castilla-La Mancha | Aragón             | 1-1       |
|                         | Desconocido                       | Castilla-La Mancha | Navarra            | 4-0       |
|                         | Castilla-La Mancha                | Castilla-La Mancha | Cataluña           | 1-1       |
|                         | Desconocido                       | Cataluña           | Castilla-La Mancha | 0-0       |
| 8 de diciembre de 2007  | Irún                              | Extremadura        | Castilla-La Mancha | 1-0       |
| 9 de diciembre de 2007  | Irún                              | País Vasco         | Castilla-La Mancha | 1-0       |
| 6 de diciembre de 2009  | Estadio "La Balastera", Palencia  | Castilla-La Mancha | Castilla y León    | 0-2       |
| 7 de diciembre de 2009  | Estadio Municipal, Venta de Baños | Castilla-La Mancha | Madrid             | 2-1       |
| 10 de diciembre de 2011 | Municipal "La Devesa", Bembibre   | Castilla-La Mancha | Ceuta              | 5-1       |
| 11 de diciembre de 2011 | Municipal "La Devesa", Bembibre   | Castilla y León    | Castilla-La Mancha | 2-0       |

Amistosos
| Fecha                   | Lugar                                       | Equipo local                | Oponente           | Resultado |
| ----------------------- | ------------------------------------------- | --------------------------- | ------------------ | --------- |
| 16 de noviembre de 2011 | Estadio Municipal, La Roda                  | La Roda Club de Fútbol      | Castilla-La Mancha | 2-2       |
| 18 de agosto de 2013    | Estadio 23 de Agosto, San Salvador de Jujuy | Gimnasia y Esgrima de Jujuy | Castilla-La Mancha | 3-1       |